# Caio Duilio (C 554)
L'incrociatore lanciamissili Caio Duilio, in servizio nella MMI dagli inizi degli anni 1960 fino al 1990 è stato costruito dalla Navalmeccanica presso lo stabilimento di Castellammare di Stabia. Faceva parte della classe Andrea Doria. Al varo, avvenuto il 22 dicembre 1962 erano presenti il Presidente della Repubblica Antonio Segni, il ministro della Difesa Giulio Andreotti, ed il senatore Silvio Gava, oltre a tante alte cariche civili e militari dell'epoca.

## Servizio
Assegnato al 2º Gruppo Navale d'Altura della IIª Divisione Navale di base a Taranto negli anni ottanta il vascello è stato trasferito di sede da Taranto a La Spezia con il contemporaneo trasferimento del gemello Andrea Doria da La Spezia a Taranto.
Dopo il ridislocamento il Caio Duilio ha svolto il ruolo di nave scuola per gli allievi dell'Accademia Navale di Livorno sostituendo in questo compito il San Giorgio, andato in disarmo nel 1980. Per adattare l'unità a nave scuola fu necessario effettuare modifiche nelle sistemazioni e nell'armamento, con l'eliminazione di 2 cannoni da 76/62 mm e la riduzione del numero degli elicotteri imbarcati.
Tra le crociere addestrative sono state memorabili quella del 1984 negli Stati Uniti svolta in concomitanza con i giochi olimpici di Los Angeles, in cui la nave ha toccato le due coste degli Stati Uniti, e quella del 1988 arrivando sino in Australia in concomitanza dei festeggiamenti del bicentenario della sua nascita del "Commonwealth of Australia".
La nave è stata posta in disarmo nel 1991.

## Nome
La nave porta il nome del condottiero romano Gaio Duilio che console di Roma nel 260 a.C. per riuscire a contrastare la potente flotta nemica cartaginese, fece costruire una flotta di 120 navi dotate di un ponte mobile con uncini, detto corvo, per sfruttare la preponderante capacità tattica dei Romani nel combattimento corpo a corpo.